# طب إدارة العمر
طب طول العمر هو مجموعة من ممارسات الرعاية الصحية الوقائية التي تعتمد على المؤشرات الحيوية للشيخوخة، مثل ساعات الشيخوخة، للحفاظ على العمر البيولوجي والنفسي للمريض بالقرب من ذروة الأداء قدر الإمكان طوال الحياة. علم الشيخوخة الحيوي والطب الدقيق هي بعض المجالات ذات الصلة. اعتبارًا من أوائل عشرينيات القرن العشرين، أصبح "مجالًا سريع التطور"، وفقًا لمقال في مجلة لانسيت المتخصصة.
طب طول العمر هو مجال ناشئ في مجال الرعاية الصحية يركز على إطالة عمر الإنسان السليم من خلال نهج استباقي قائم على العلم. وعلى عكس الطب التقليدي، الذي يركز غالبًا على علاج الأمراض بعد حدوثها، يهدف طب طول العمر إلى منع وتأخير ظهور الأمراض المرتبطة بالعمر، وتحسين الصحة والحيوية طوال الحياة. يجمع بين الأبحاث المتطورة في علم الوراثة والتغذية والتكنولوجيا والطب الشخصي لتعزيز كل من عمر الإنسان (مدة حياته) وطول فترة الصحة (مدة بقاء الشخص بصحة جيدة). في العقد الأول من القرن الحادي والعشرين، كان ما يسمى "طب إدارة العمر" يُعتبر مجالًا من مجالات الطب البديل، واعتبارًا من عام 2007، لم يتم الاعتراف به من قبل الجمعية الطبية الأمريكية. وشملت الأسماء الأخرى في هذا الوقت "طب مكافحة الشيخوخة" و"الطب التجديدي". طب إدارة العمر مثير للجدل.  هذا المجال غير منظم ومدعوم بأدلة علمية غير كافية. الأشخاص الذين يمارسونه يعرضون أنفسهم للمسؤولية القانونية على أساس الإهمال - سوء الممارسة، وقضايا الضمان، ومسؤولية المنتج.تم التوصية باستخدام هرمون النمو بشكل متكرر؛ ومع ذلك، يرتبط هذا الاستخدام بالسرطان. غالبًا ما يتم الترويج لطب إدارة العمر من قبل ممارسي مكافحة الشيخوخة المتخصصين في المكملات الغذائية واستبدال الهرمونات، وهي ممارسة قد تؤدي إلى آثار جانبية ضارة.